# Irmandade polonesa
A Irmandade polonesa (também chamada de antitrinitários, arianos, ou socianos, em polonês: Arianie, Bracia Polscy) foi uma igreja protestante polonesa do século XVI.

## História
A Igreja Menor Reformada da Polônia, mais conhecida hoje como a Irmandade polonesa, foi fundada em 22 de janeiro de 1556, quando Piotr Giezek, um estudante polonês (também conhecido por Piotr de Goniądz ou Pedro Gonesius), atacou a doutrina da Santíssima Trindade durante o sínodo geral das igrejas reformadas (calvinista) da Polônia realizado na cidade de Secemin. Um debate teológico convocado pelo próprio rei polonês, em 1565, não conseguiu reaproximar as duas facções protestantes novamente. Finalmente, a facção que tinha apoiado os argumentos de Giezek rompeu todos os laços com os calvinistas e organizou seu próprio sínodo na cidade de Brzeziny em 10 de junho de 1565. Inicialmente, a Igreja Menor seguiu uma doutrina não-trinitária inspirada pelos escritos de Michael Servetus. Mais tarde, o Socianismo, que recebeu esse nome devido ao teólogo italiano Laelius Socinus, tornou-se sua principal abordagem teológica.
A Igreja Menor teve suas atividades encerradas na Polônia com a expulsão dos arianos da Polônia em 1658. A Irmandade nunca participou do Acordo de Sandomierz entre os diferentes protestantes poloneses. Ela defendia a separação Igreja-Estado e ensinava a igualdade e a fraternidade entre todos os povos; ela se opunha aos privilégios sociais baseados nas afiliações religiosas e seus seguidores eram contrários ao serviço militar (eles eram conhecidos por carregarem espadas de madeira ao invés das quase obrigatórias szablas) e não aceitavam cargos políticos. Ela era contra a pena de morte e não acreditava nas tradicionais doutrinas cristãs do Inferno ou da Santíssima Trindade.
Embora nunca numerosa, teve um impacto significativo no pensamento político da Polônia. Após seus seguidores serem expulsos da Polônia, eles emigraram para a Inglaterra, Prússia Oriental e Países Baixos, onde seus trabalhos foram amplamente divulgados e influenciaram o pensamento de grande parte dos filósofos como John Locke e Pierre Bayle.
Seus principais doutrinadores foram Piotr de Goniądz (Gonesius), Grzegorz Paweł de Brzezin, embora Johannes Crellius (originário da Alemanha), e Jan Ludwik Wolzogen (que veio para a Polônia da Áustria) fossem muito mais conhecidos fora da Polônia. Dentre os mais conhecidos seguidores desta seita estão Mikołaj Sienicki, Jerzy Niemojewski e os escritores e poetas Zbigniew Morsztyn e Wacław Potocki.
Seus maiores centros culturais estavam em Pińczów e Raków, local da principal editora ariana e da universidade Akademia Rakowicka (Gymnasium Bonarum Artium) fundada em 1602 e encerrada em 1638, que formou cerca de 1000 estudantes.
Esses homens foram exilados da Polônia em 1658 depois de uma série de guerras no século XVII conhecida como O Dilúvio na qual protestantes da Suécia invadiram a Polônia, uma vez que eles (como todos aqueles que não eram católicos) foram vistos como colaboradores dos suecos. Esta expulsão é, algumas vezes, considerada como o início do declínio da famosa tolerância religiosa polonesa, embora o declínio tenha se iniciado mais cedo e terminado mais tarde: o último deputado não católico foi retirado do parlamento (Sejm) no início do século XVIII. A maioria dos membros da Irmandade polonesa mudou-se para os Países Baixos, onde eles influenciaram grandemente a opinião européia, tornando-se os precursores do Iluminismo. Através de suas ligações com pensadores iluministas, suas ideias também influenciaram os Pais da Fundação dos Estados Unidos da América.
Na Segunda República Polonesa, em 1937, o padre Karol Grycz-Śmiałowski recriou a Igreja da Irmandade Polonesa na Cracóvia. Na República Popular da Polônia ela foi registrada em 1967 como a Unidade da Irmandade Polonesa (Jednota Braci Polskich).

## Influência
John Locke foi precedido décadas antes por Samuel Przypkowski em suas ideias sobre tolerância e por Andrzej Wiszowaty no que diz respeito à 'religião racional'. Isaac Newton encontrou-se com Samuel Crell (1660-1747), neto de Johannes Crellius, da família Spinowski.
O britânico John Biddle traduziu duas obras do chamado Przypkowski, bem como o Catecismo Racoviano e uma obra de Joachim Stegmann, um "Irmão polonês" da Alemanha. Os seguidores de Biddle tinham relações muito próximas com a família sociana polonesa de Crellius (também conhecido por Spinowski).
Posteriormente, o ramo cristão do Unitarismo teve continuidade, mais notadamente, por Joseph Priestley, que emigrou para os Estados Unidos da América e foi amigo de James Madison e Thomas Jefferson, que declarou ser um unitarista e creditou a Priestley a sua conversão à fé. Priestley era muito bem informado sobre os acontecimentos anteriores na Polônia, especialmente por suas menções de Socinus e Symon Budny (tradutor da Bíblia e autor de muitos panfletos contra a Santíssima Trindade).
Muitos Cristadelfianos consideram os irmãos polonês como antepassados por causa da continuidade doutrinal.

## Leituras adicionais
- Józef Kasparek, The Constitutions of Poland and of the United States:  Kinships and Genealogy, Miami, FL, American Institute of Polish Culture, 1980.
- Earl Morse Wilbur, A History of Unitarianism: Socinianism and Its Antecedents, Harvard University Press, 1945.
- George Huntston Williams, The Polish Brethren: Documentation of the History and Thought of Unitarianism in the Polish-Lithuanian Commonwealth and in the Diaspora 1601-1685, Scholars Press, 1980, ISBN 0-89130-343-X